# مروان الحيدري
مروان عبد العزيز الحيدري حارس مرمى كرة قدم سعودي من مواليد 12 أبريل 1996 م ، يلعب في نادي الخليج.

## مسيرة اللاعب
كانت بداياته مع نادي النهضة و انتقل إلى الهلال مطلع عام 2016 و انتقل إلى نادي الشباب في عام 2019 و أعير إلى نادي الفيحاء في صيف 2021 و انتقل إلى نادي الخليج في صيف 2022. و في 2020 لعب لنادي بيرنلي لعب 15 مباراة وكان حارس متألق لمدة موسمين ثم انتقل للخليج 

## روابط خارجية
- مروان الحيدري على موقع قاعدة بيانات كرة القدم.إي يو (الإنجليزية)
- مروان الحيدري على موقع Soccerway.com (الإنجليزية)
- مروان الحيدري على موقع كووورة